# صلاح‌الدین دمیرتاش
صلاح الدین دمیرتاش (متولد ۱۰ آوریل ۱۹۷۳)(۲۱ فروردین    ۱۳۵۲)نویسنده زازایی کُردتبار سیاستمدار، حقوقدان و رهبر مشترک سابق حزب دموکراتیک خلق‌ها در ترکیه است.

## زندگی شخصی
صلاح‌الدین در سال ۱۹۷۳ میلادی یا ۱۳۵۲ شمسی در شهرستان پالوی استان الازیغ یا خارپوت از خانواده کورد زازایی در ترکیه به دنیا آمده‌است. او در رشتهٔ حقوق تحصیل کرده پیش از وی برادر بزرگترش، نورالدین، ریاست حزب صلح و دموکراسی را به عهده داشته و حال او از این حزب توانسته به پارلمان ترکیه راه یابد و نماینده مردم استان حکاری شود. او با باشاک دمیرتاش ازدواج کرده و پدر دو دختر به نام‌های دِلال و دڵدایه است.

## مواضع سیاسی
دمیرتاش نسبت به احتمال بروز جنگ داخلی در ترکیه هشدار داده و رهبران ترکیه را به تلاش‌های واقعی برای حل صلح‌آمیز مسئلهٔ کرد در این کشور فراخواند. دمیرتاش، در واکنش به آغاز دور مجدد حملات ارتش ترکیه به مناطق مرزی کردستان، که هدف از آن حمله به مقرهای حزب کارگران کردستان، اعلام شده گفته‌است:
برای انجام دادن عملیات‌های نظامی برون مرزی ارتش اهدافی تعیین شده، اما کسانی که دستور این عملیات را صادر کرده‌اند بهتر از همه واقفند که مسئلهٔ کورد در قندیل نیست، بلکه در دیاربکر و استانبول و باتمان است. همه می‌دانند که چنین عملیات‌هایی نتیجه‌ای در پی نخواهد داشت. اگر به میز مذاکره و گفتگو بازنگردیم احتمالاً این تهدید به وقوع می‌پیوندد. دمیرتاش، رهبر حزب صلح و دمکراسی دولت را به مذاکره و گفتگو دعوت کرد و گفت: اعلام می‌کنم که می‌توانید برای حل این مشکلات به صورت علنی با حزب صلح و دمکراسی و عبدالله اوجالان مذاکره نمایید.

## دستگیری
در ۲۰ می ۲۰۱۶ دادستانی ترکیه مصونیت قضایی بیش از ۱۵۰ نفر از نمایندگان پارلمان ترکیه که عمدتاً از حزب دموکراتیک خلقها بودند را لغو کرد که به تأیید اردوغان رئیس‌جمهور ترکیه رسید. بدنبال این مصوبه در ۴ نوامبر ۲۰۱۶ بازداشت گسترده سران و اعضای حزب دموکراتیک خلق‌ها آغاز شد که صلاح الدین دمیرتاش نیز در میان آنان بود و از آن زمان در حبس به سر می‌برد.
او با این که از نوامبر سال ۲۰۱۶ زندانی است، در انتخابات ریاست جمهوری ترکیه در سال ۲۰۱۸ نامزد شد. تلویزیون ملی ترکیه یک هفته مانده به انتخابات ترکیه در زندان با او مصاحبه کرد. وی در این مصاحبه حزب عدالت و توسعه را «مستبد» و «سرکوبگر» دانست و از مردم خواست «به آزادی رأی دهند.» وی با آن که نتوانست در هیچ کمپینی شرکت کند، ولی با ۸٫۴ درصد آراء نفر سوم در این رای‌گیری شد.
وی در ماه دسامبر ۲۰۱۸ عضو افتخاری انجمن قلم آلمان شد. صلاح‌الدین دمیرتاش علیه حکم زندان خود به دادگاه حقوق بشر اتحادیه اروپا شکایت کرد و علی‌رغم آن که دادگاه حقوق بشر اروپا در تاریخ ۲۹ آبان (۲۰ نوامبر) «حبس غیرقانونی» دمیرتاش را محکوم کرد و خواستار آزادی سریع او شد، قضات دادگاه ترکیه از آزادی دمیرتاش جلوگیری کردند.

### حکم دادگاه حقوق بشر اروپا
روز ۲۲ دسامبر ۲۰۲۰ دادگاه حقوق بشر اروپا با صدور حکمی رسماً از مقامات ترکیه خواست هرچه سریع‌تر صلاح‌الدین دمیرتاش را آزاد کند. دادگاه اروپایی گفت مطالعه پرونده رهبر سابق حزب دموکراتیک خلق‌ها، اکثریت غالب قضات را به این نتیجه رسانده‌است که بازداشت او صرفاً دلایل «سیاسی» دارد و نه «حقوقی»، بعد از دادگاه حقوق بشر، شورای اروپا هم خواستار آزادی فوری دمیرتاش در ترکیه شد.

### مخالفت با مرخصی از زندان
به گفته وکیل مدافع دمیرتاش در دوران همه‌گیری جهانی ۲۰–۲۰۱۹ کروناویروس به‌دلیل مشکلات قلبی و تنفسی، برای وی درخواست مرخصی شده بود که با بدون اشاره به دلیلی، با آن مخالفت شد.
در مدت مذکور دولت ترکیه برای مقابله با شیوع کرونا در این کشور اقدام به مرخصی بیش از ۴۵ هزار زندانی کرده بود.

## آثار
- سحر
- دوران
- لیلان

### سحر
صلاح الدین دمیرتاش در زندان اقدام به انتشار رمان «سحر» که شامل داستان‌های کوتاه بود، نمود که این کتاب به دوازده زبان دنیا از جمله فارسی ترجمه شده‌است. بیش از ۲۰۰ هزار جلد رمان سحر در ترکیه به فروش رفته‌است. به دستور وزارت دادگستری ترکیه ورود این کتاب به زندان‌های ترکیه و فروش به زندانی‌ها ممنوع است.